# Nagybodak
Nagybodak (szlovákul Bodíky) község Szlovákiában, a Nagyszombati kerületben, a Dunaszerdahelyi járásban.

## Fekvése
Dunaszerdahelytől 22 km-re délnyugatra, a Duna és a bősi vízierőmű üzemvízcsatornája között, a szlovák-magyar határ mellett fekszik.

## Élővilága
A faluban egy gólyafészket tartanak nyilván, de fészkelésről nincs adat.

## Története
1272-ben említik először. A falu a 15. században pozsonyi várbirtok, majd a 17. században az Amadéké, ezután a gróf Pállfyak birtoka, mellettük a Kánya és gróf Cseszneky családok is rendelkeztek a faluban kisebb birtokrésszel. Lakossága főként halászattal foglalkozott.
Vályi András szerint "Nagy Bodak. Elegyes falu Poson Vármegyében, földes Ura Gróf Pálfy Uraság, nevezetes víz gáttya Mikovinyi által készíttetett, vízi malmai hasznosak, és halászattya is elégséges. Határbéli földgye jó, vagyonnyai hasznosak, keresetre, és piatzozásra alkalmatos helye lévén, első Osztálybéli."
Fényes Elek szerint "Bodak (Nagy), csinos falu, Pozsony vármegyében, a Csallóközben az öreg Duna balpartján: 605 kath., 8 ref. vagyonos lak. Földje meglehetős; káposztája hires; rétje, legelője jók a Duna szigetjeiben, hol erdeje is szép. Van 14 Duna-malma és sok gyümölcse. Lakosai közt több hajósok találtatnak. F. u. a Pálffy fam. senioratusa."
A község az 1990-es évek elején a dunai felvíz csatorna és a Nagy-Duna közé szorult, így kapcsolata megszakadt a felbári templommal. 1991-ben új római katolikus temploma épült.
A trianoni békeszerződésig Pozsony vármegye Dunaszerdahelyi járásához tartozott.
1960-ban közigazgatásilag Felbárhoz csatolták, 1990-ben visszanyerte önállóságát.

## Népessége
| Év:            | 1994. | 2004.    | 2014.   | 2024.    |
| -------------- | ----- | -------- | ------- | -------- |
| Emberek száma: | 362   | 288      | 268     | 296      |
| Eltérés:       |       | -20,44 % | -6,94 % | +10,44 % |

| Év:            | 2023. | 2024. |
| -------------- | ----- | ----- |
| Emberek száma: | 296   | 296   |
| Eltérés:       |       | +0 %  |

1910-ben 704, túlnyomórészt magyar anyanyelvű lakosa volt.
2001-ben 317 lakosából 306 magyar és 5 szlovák volt.
2011-ben 288 lakosából 240 magyar és 45 szlovák volt.
2021-ben 274 lakosából 188 (+9) magyar, 82 (+4) szlovák, 1 egyéb és 3 ismeretlen nemzetiségű volt.

## Nevezetességei
- Jézus Szentséges Szíve és Szűz Mária Szeplőtelen Szíve tiszteletére szentelt római katolikus temploma 1991-ben épült.
- Határában számos, fürdésre alkalmas hely található.
- A Duna-holtág gazdag növény és állatvilággal rendelkezik.
- A falutól északra van a Bősi vízierőmű déli szakasza.

## Képtár

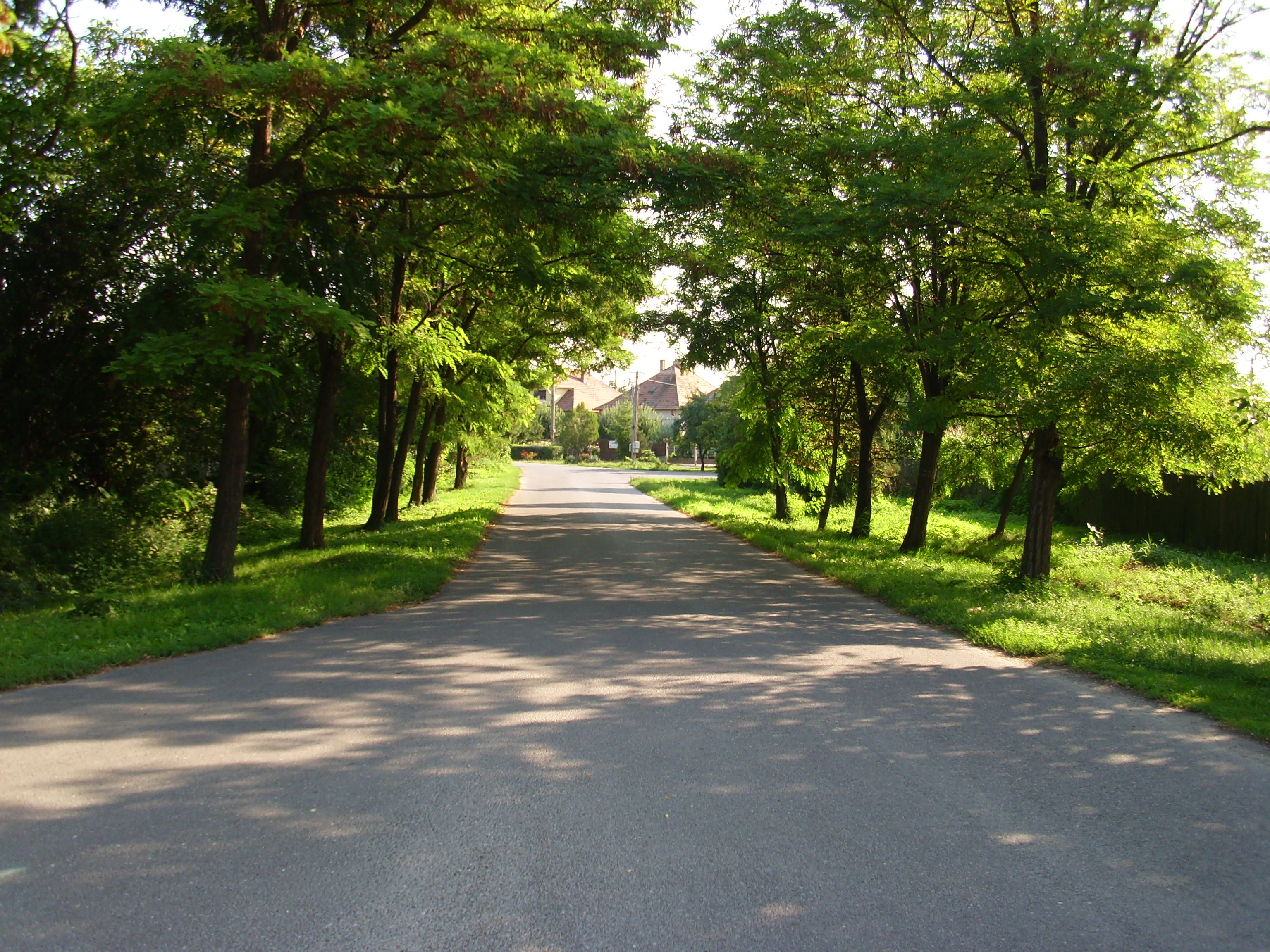
Látkép
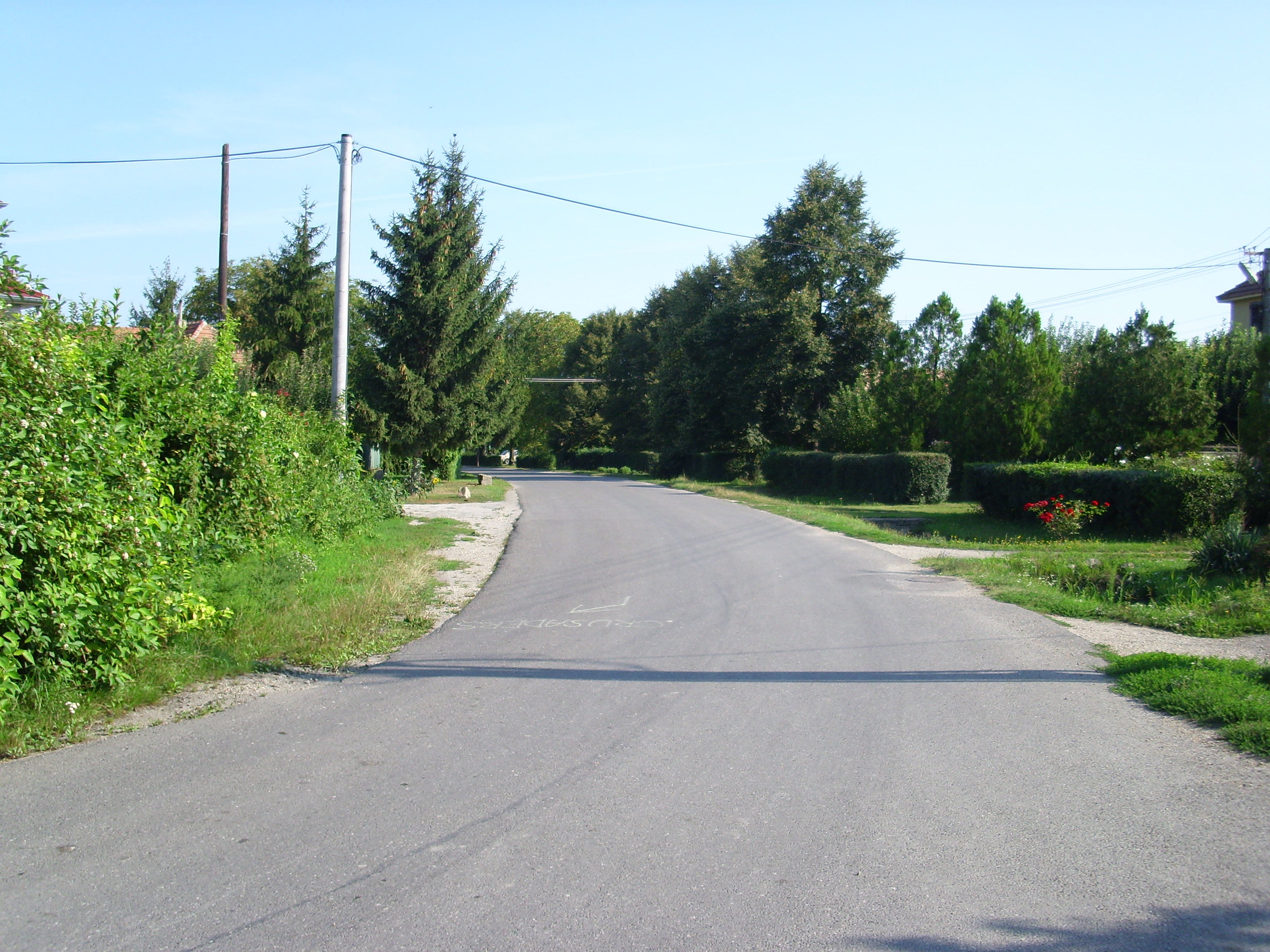
Látkép
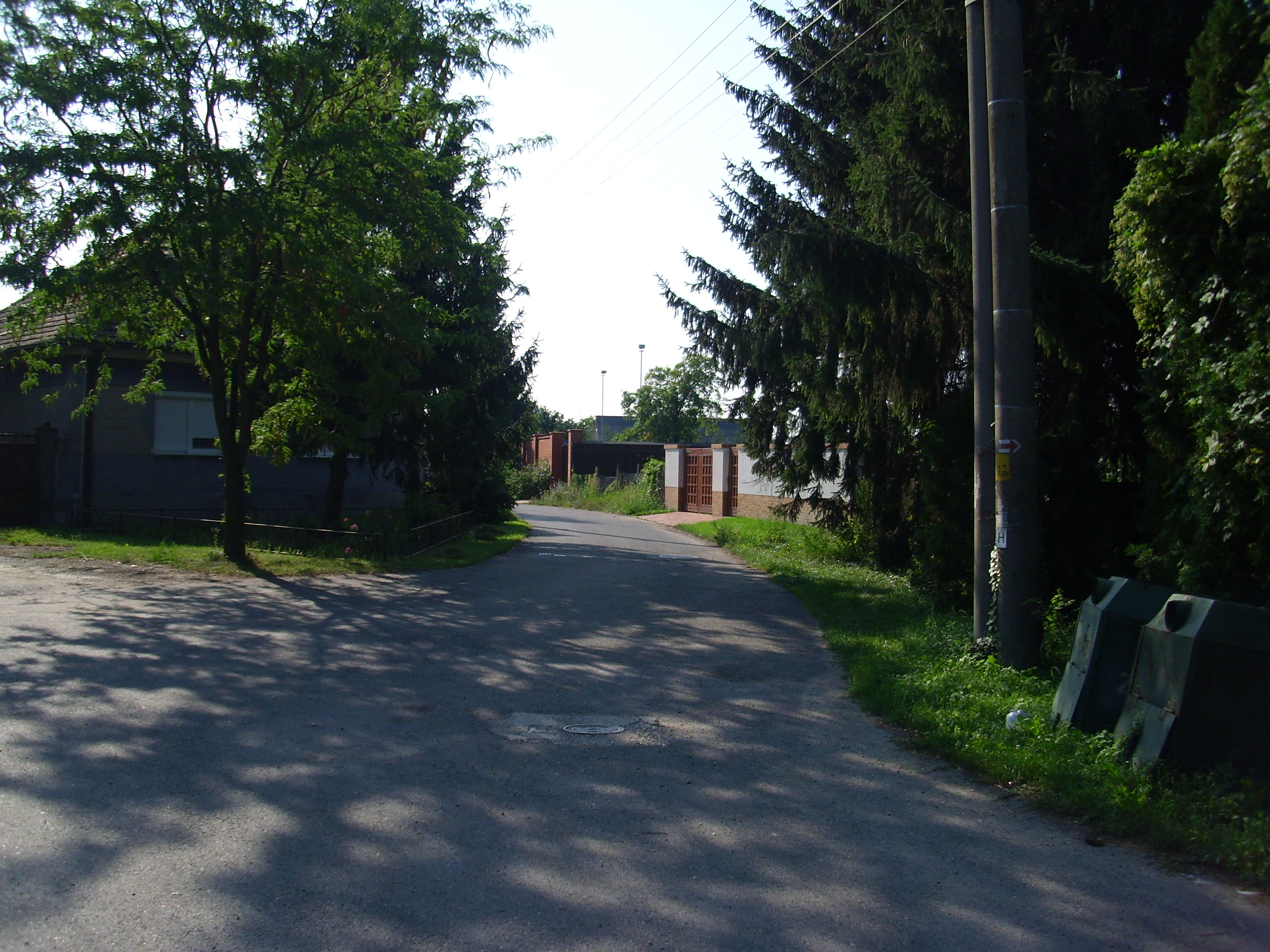
Látkép
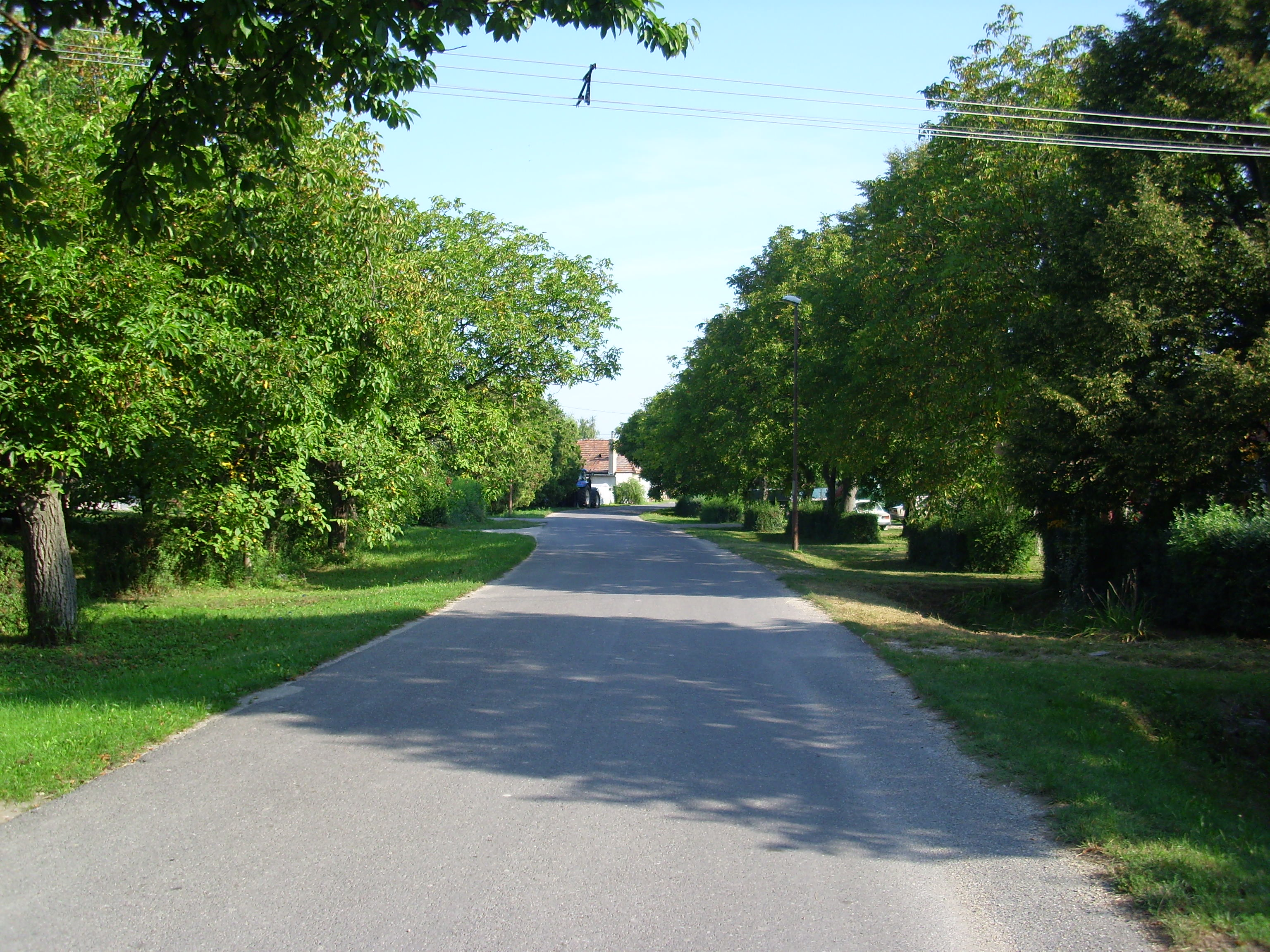
Látkép
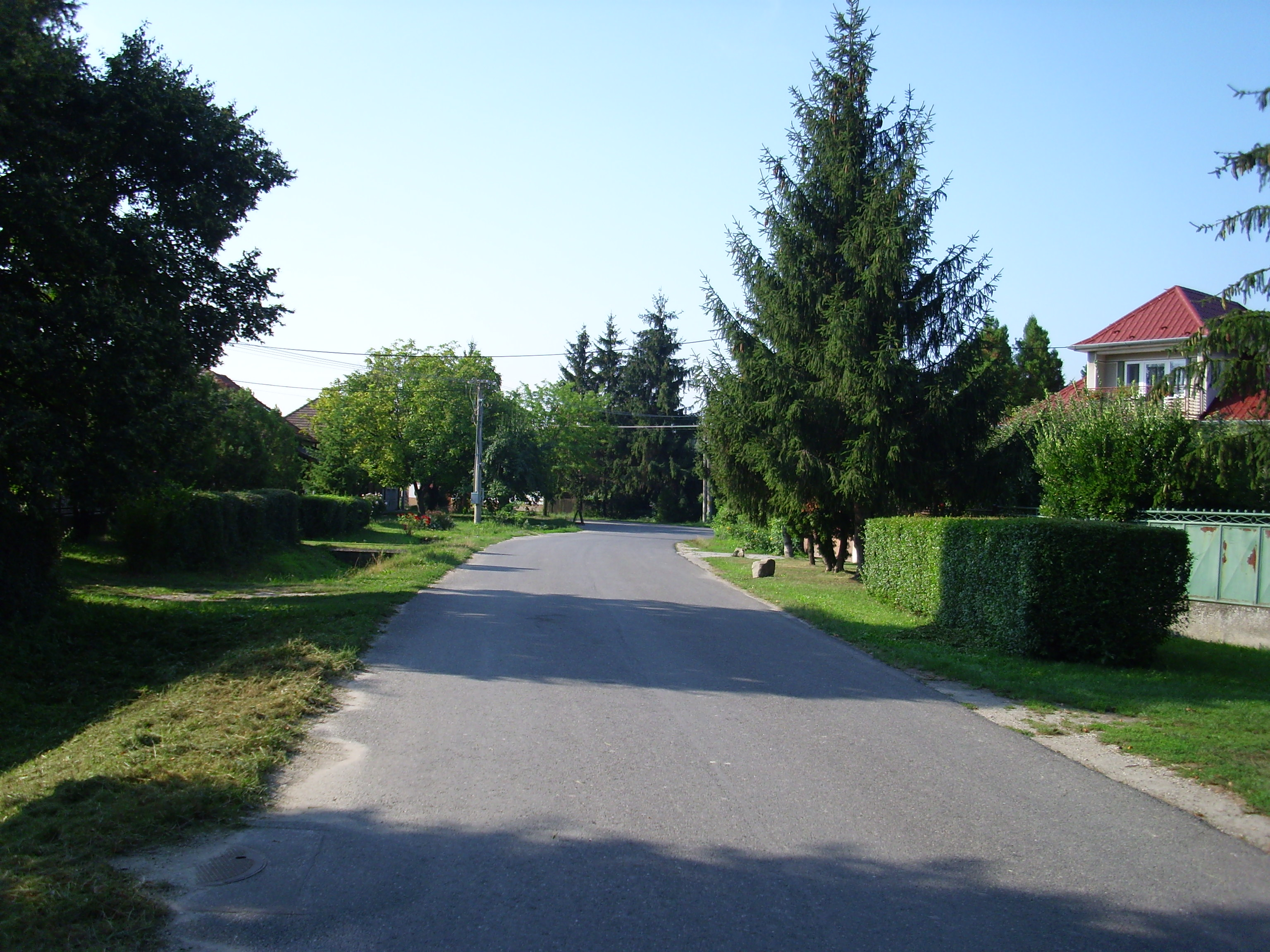
Látkép
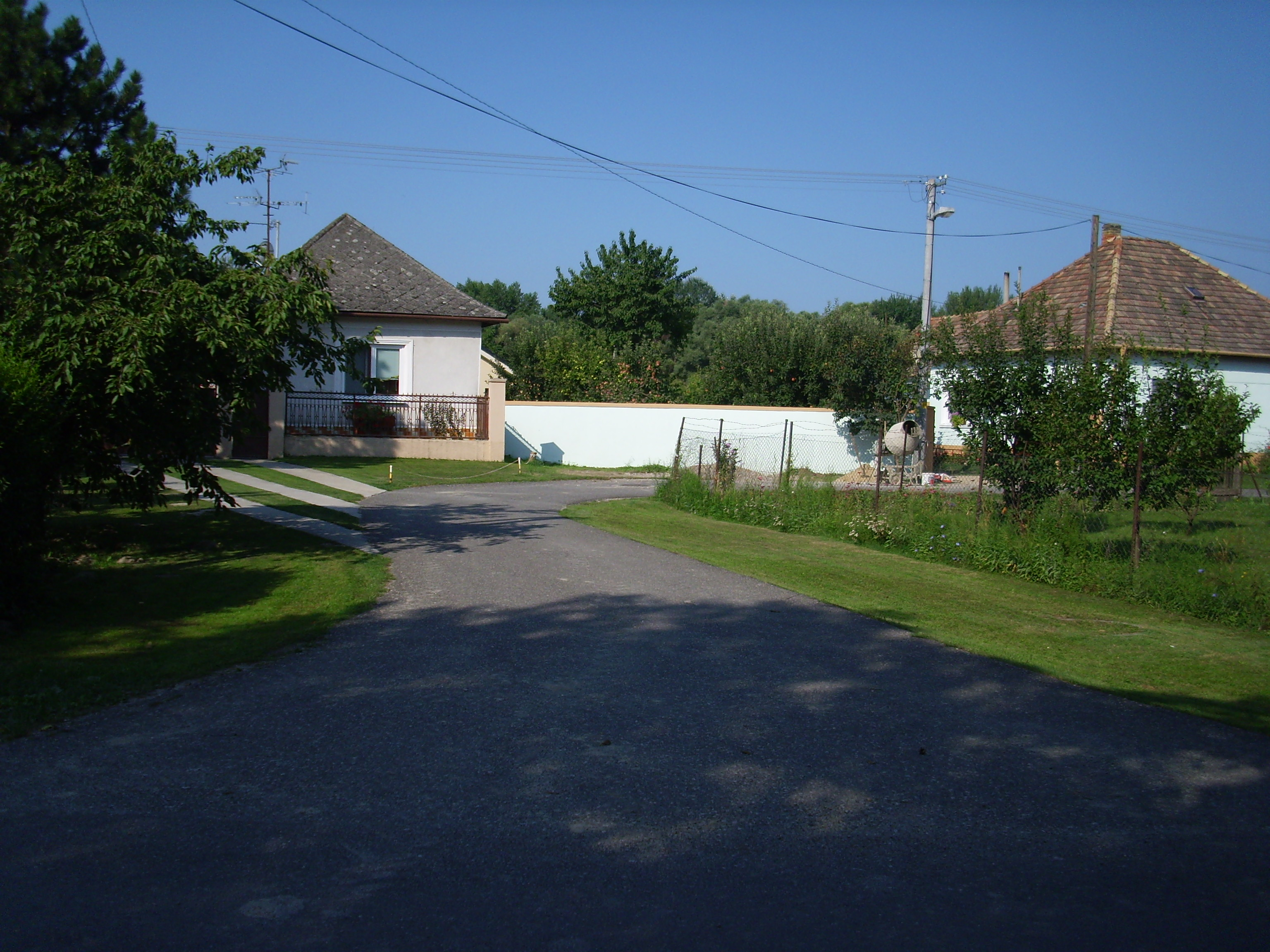
Látkép
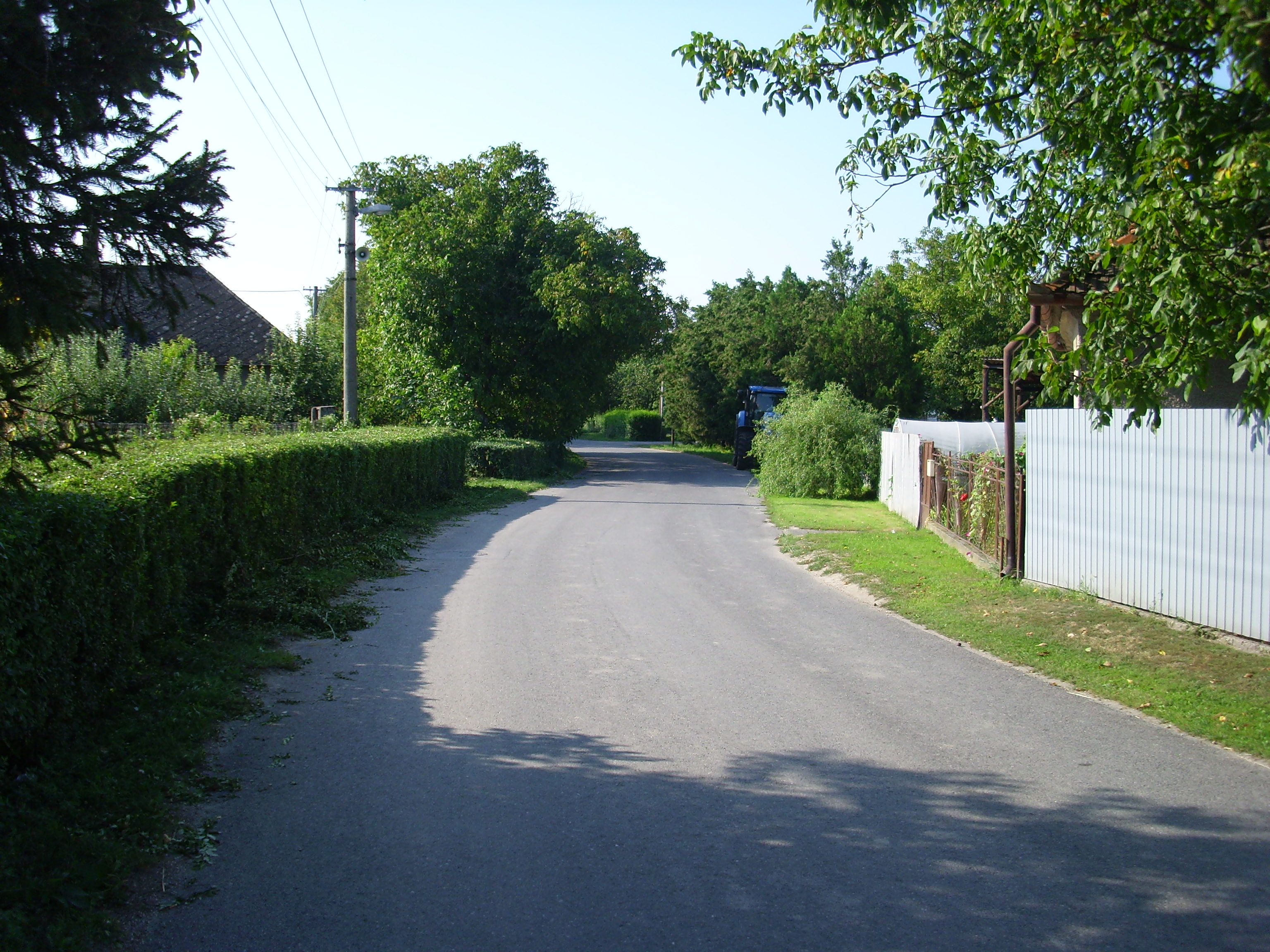
Látkép
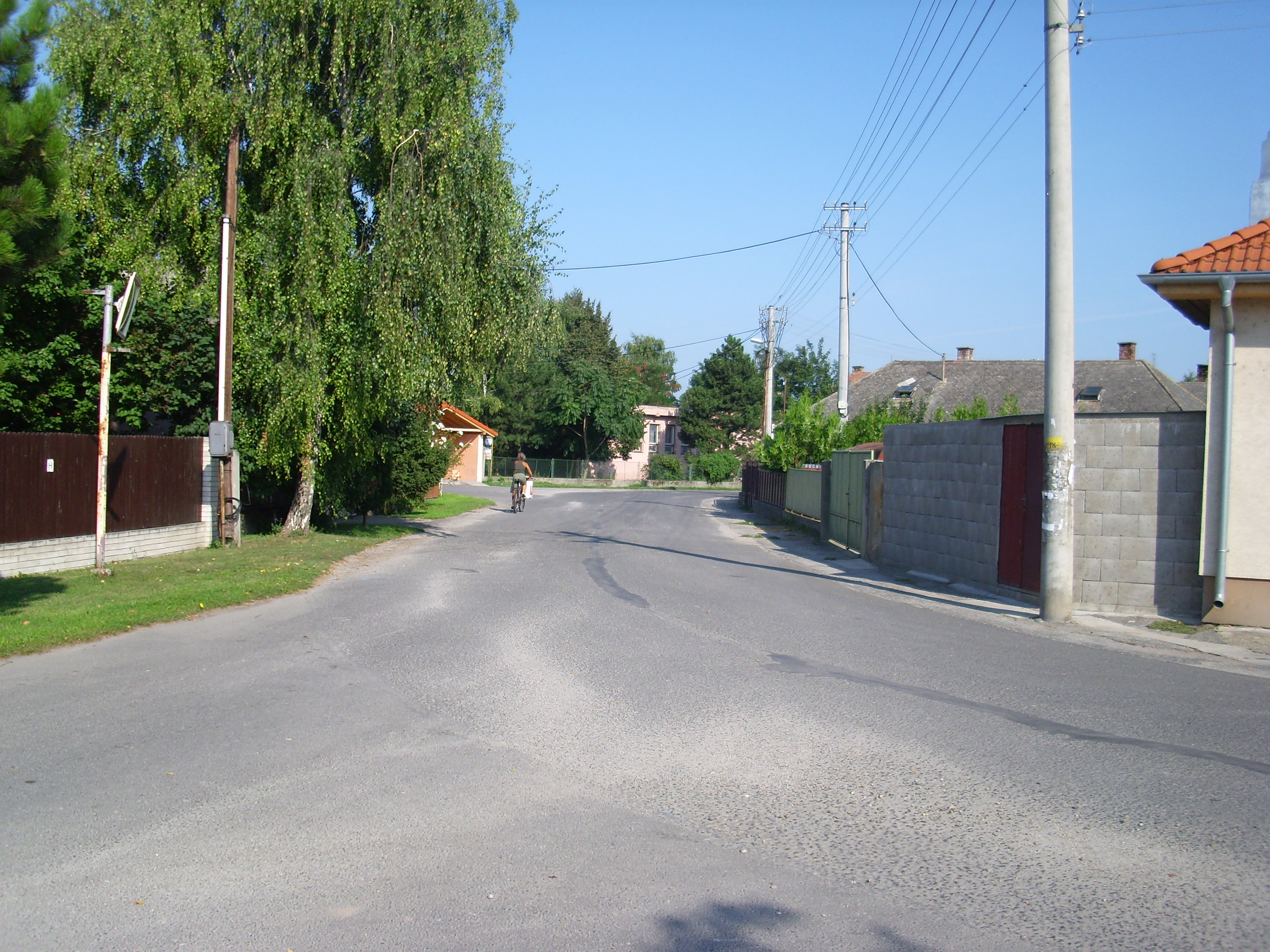
Látkép
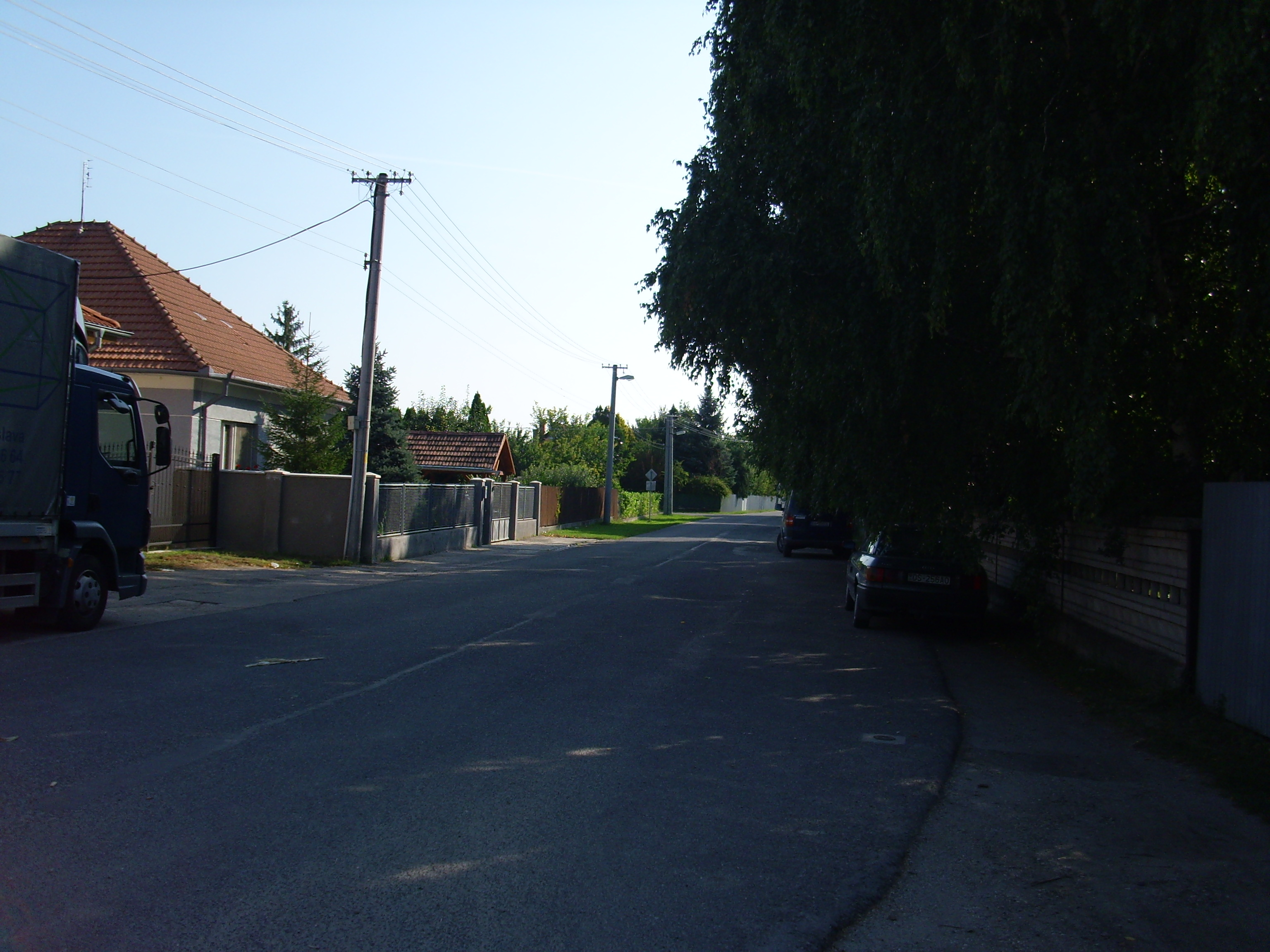
Látkép
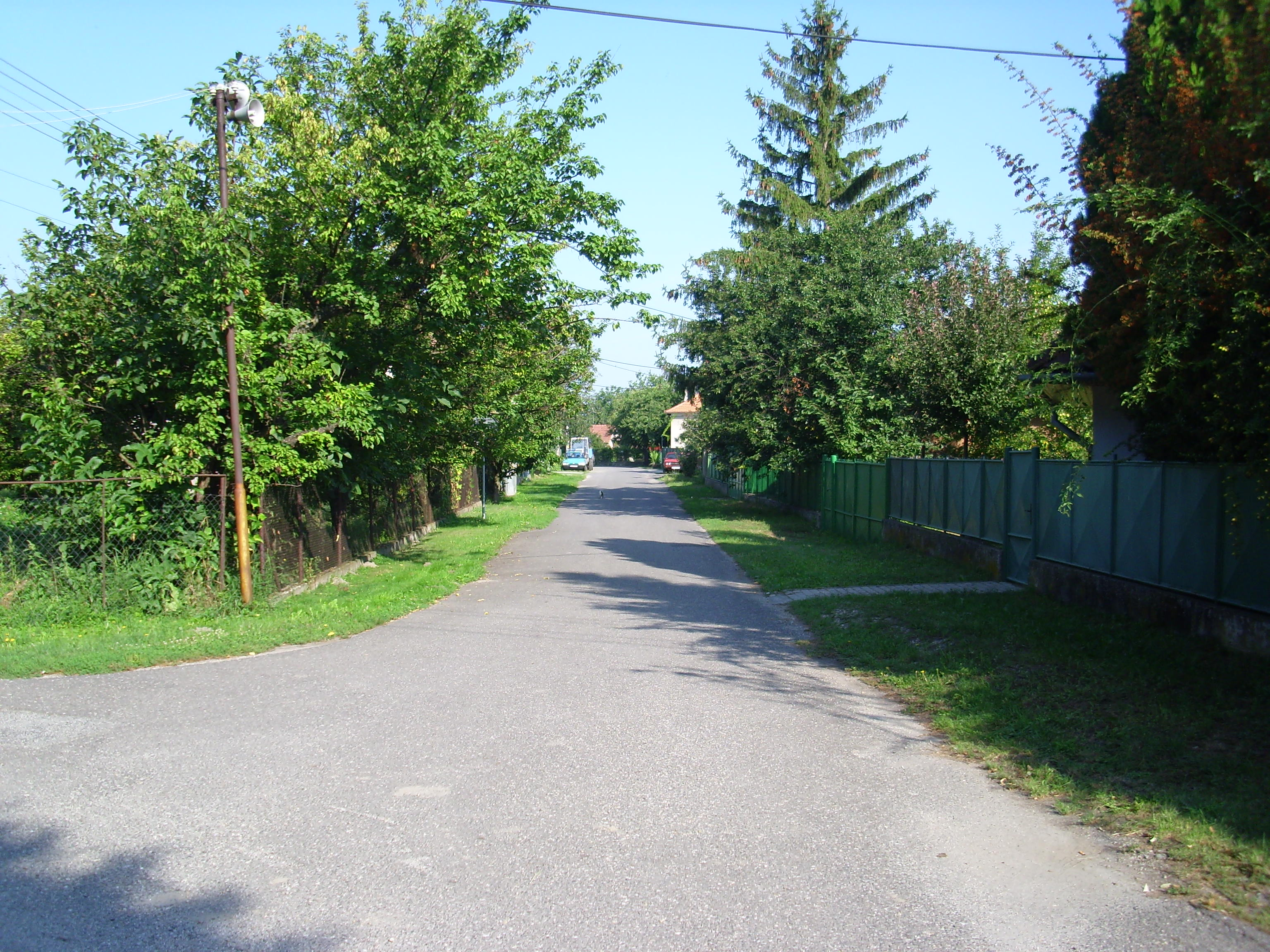
Látkép
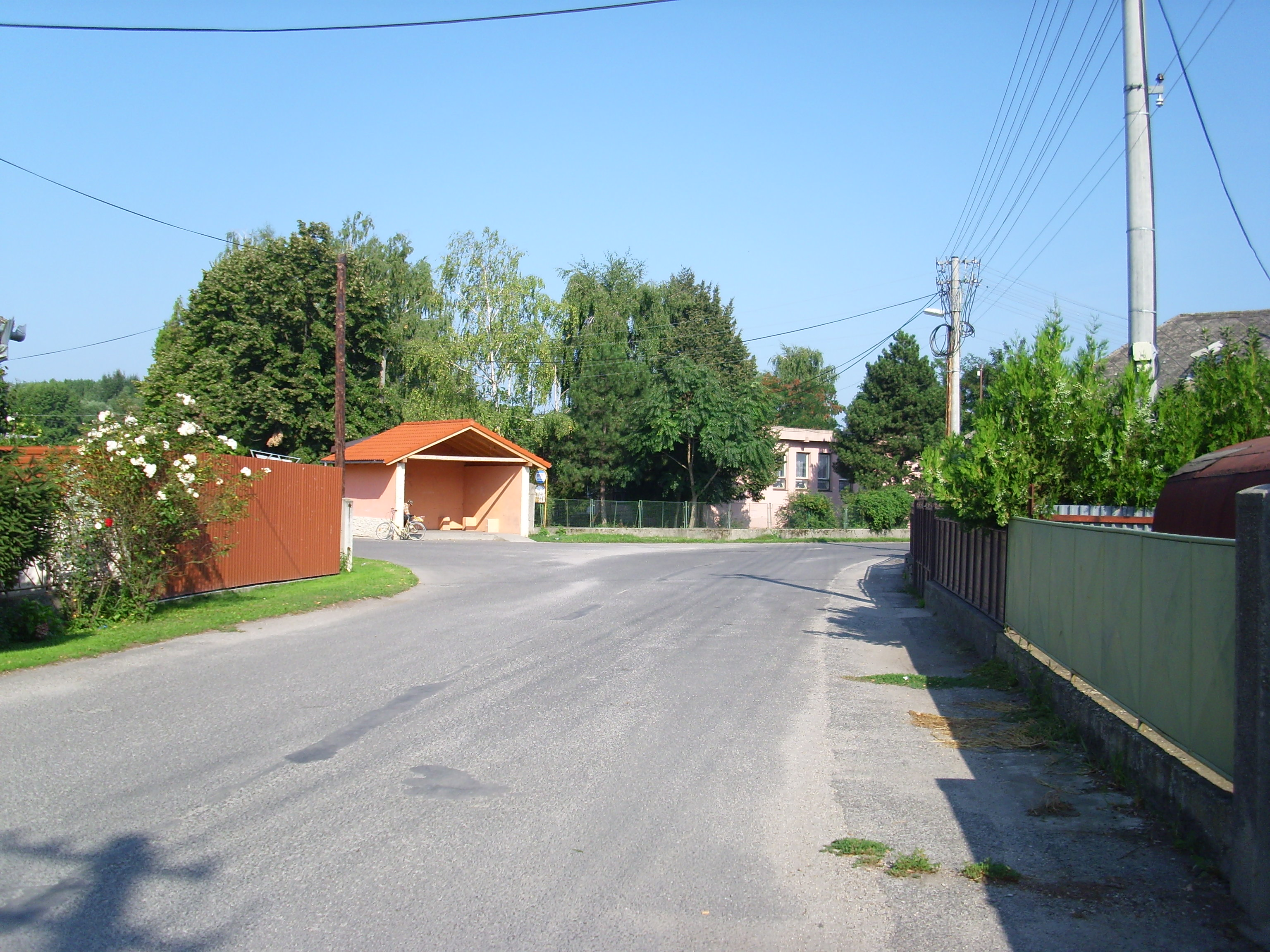
Látkép
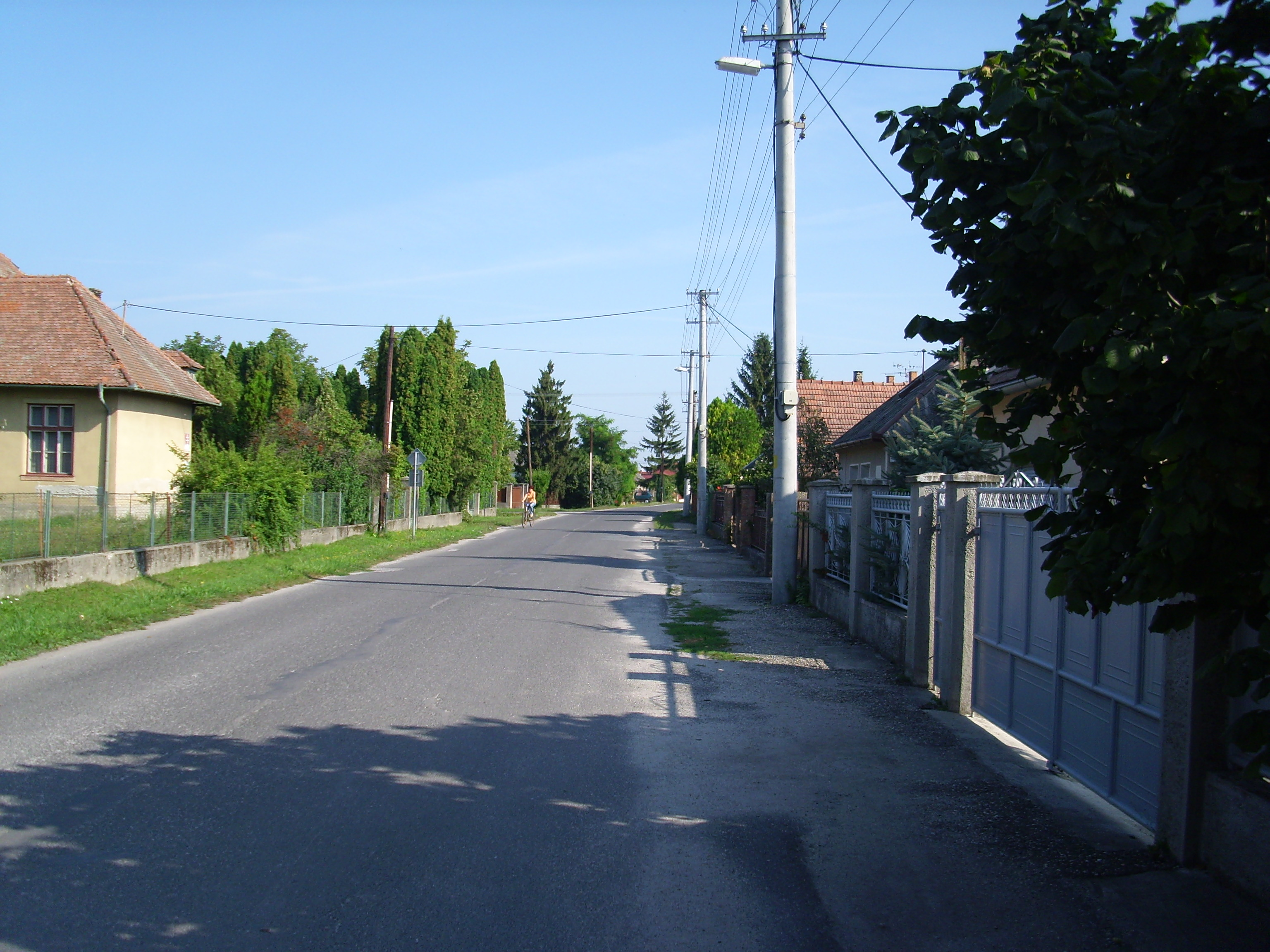
Látkép
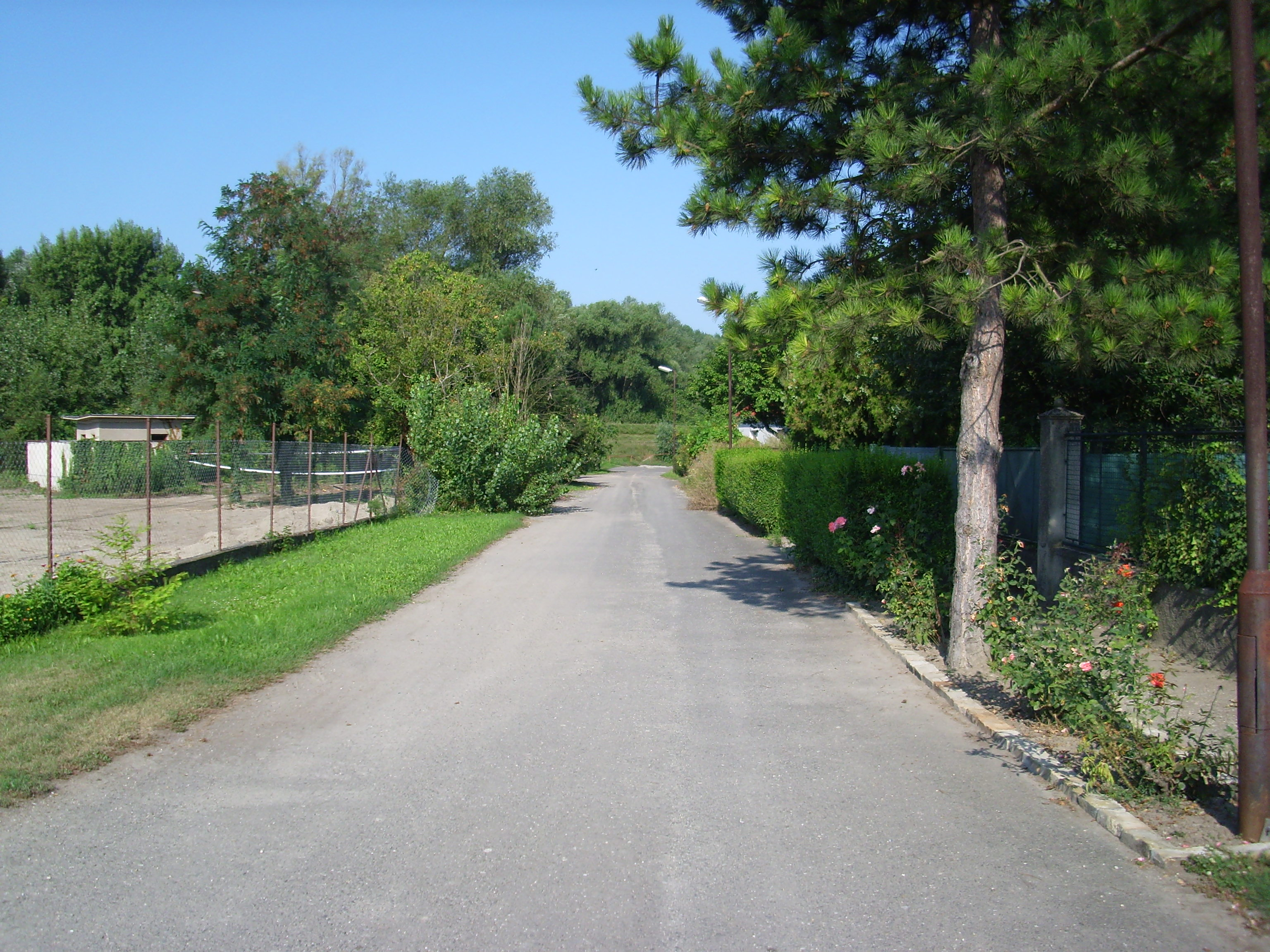
Látkép
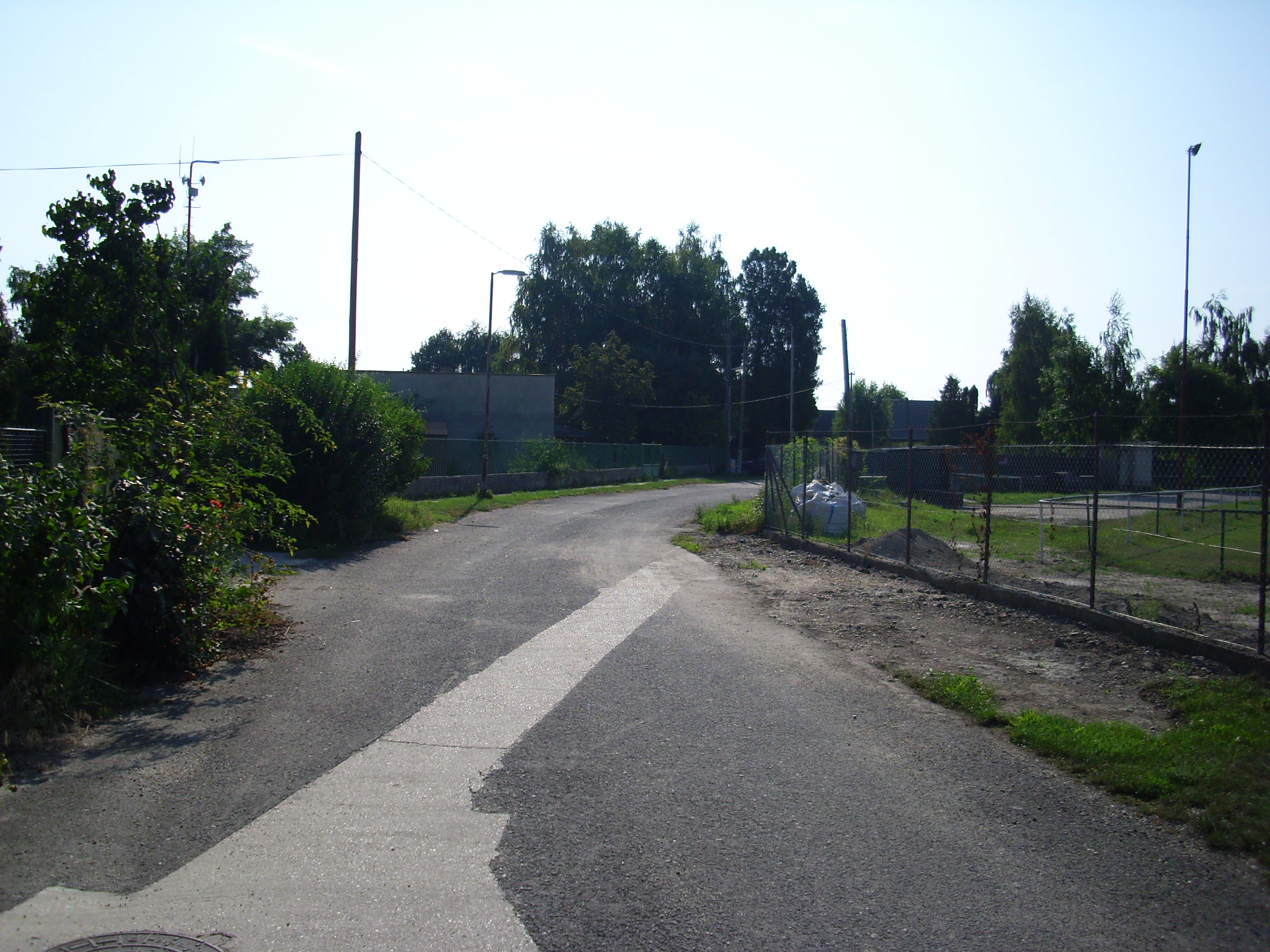
Látkép
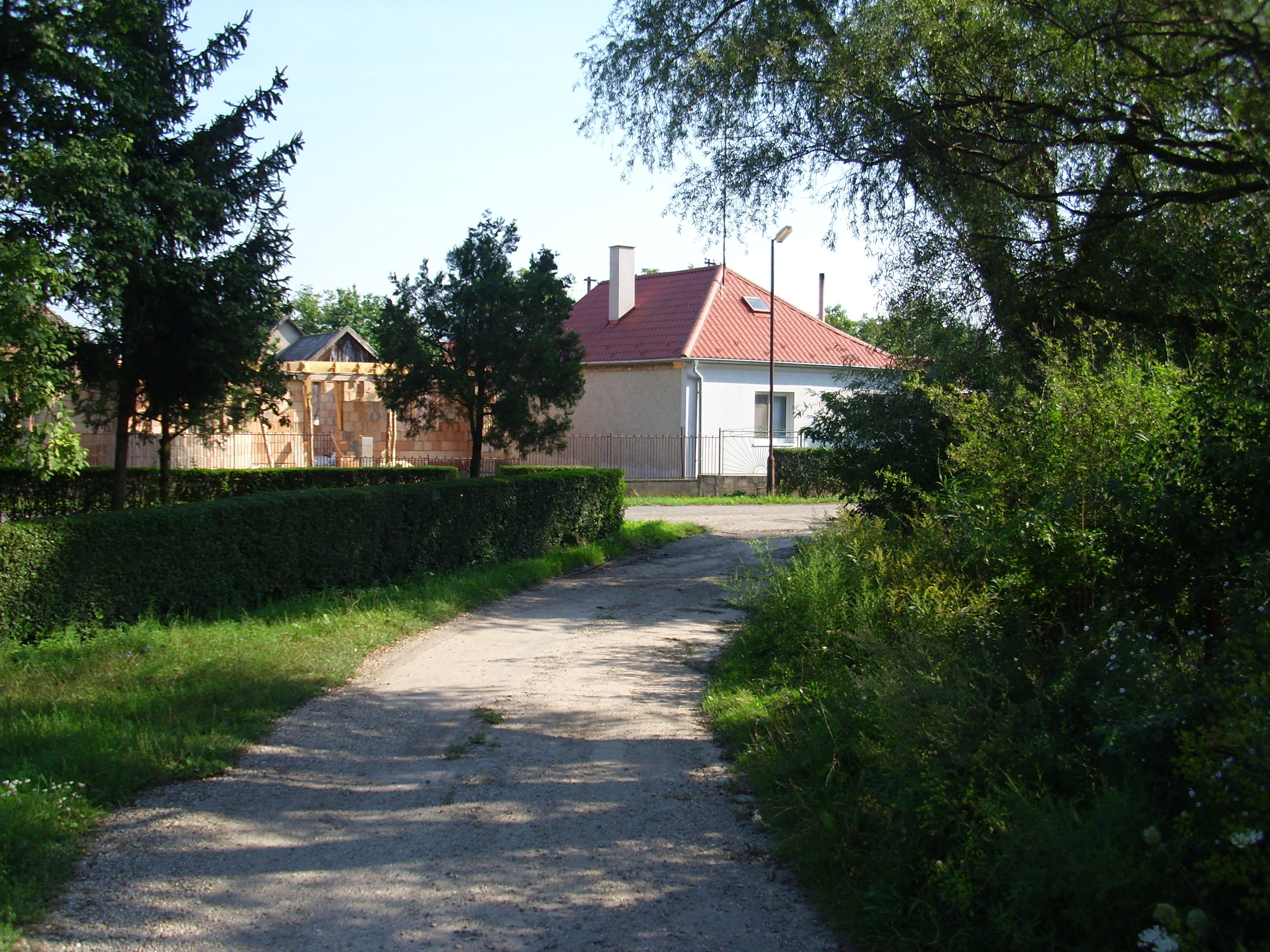
Látkép
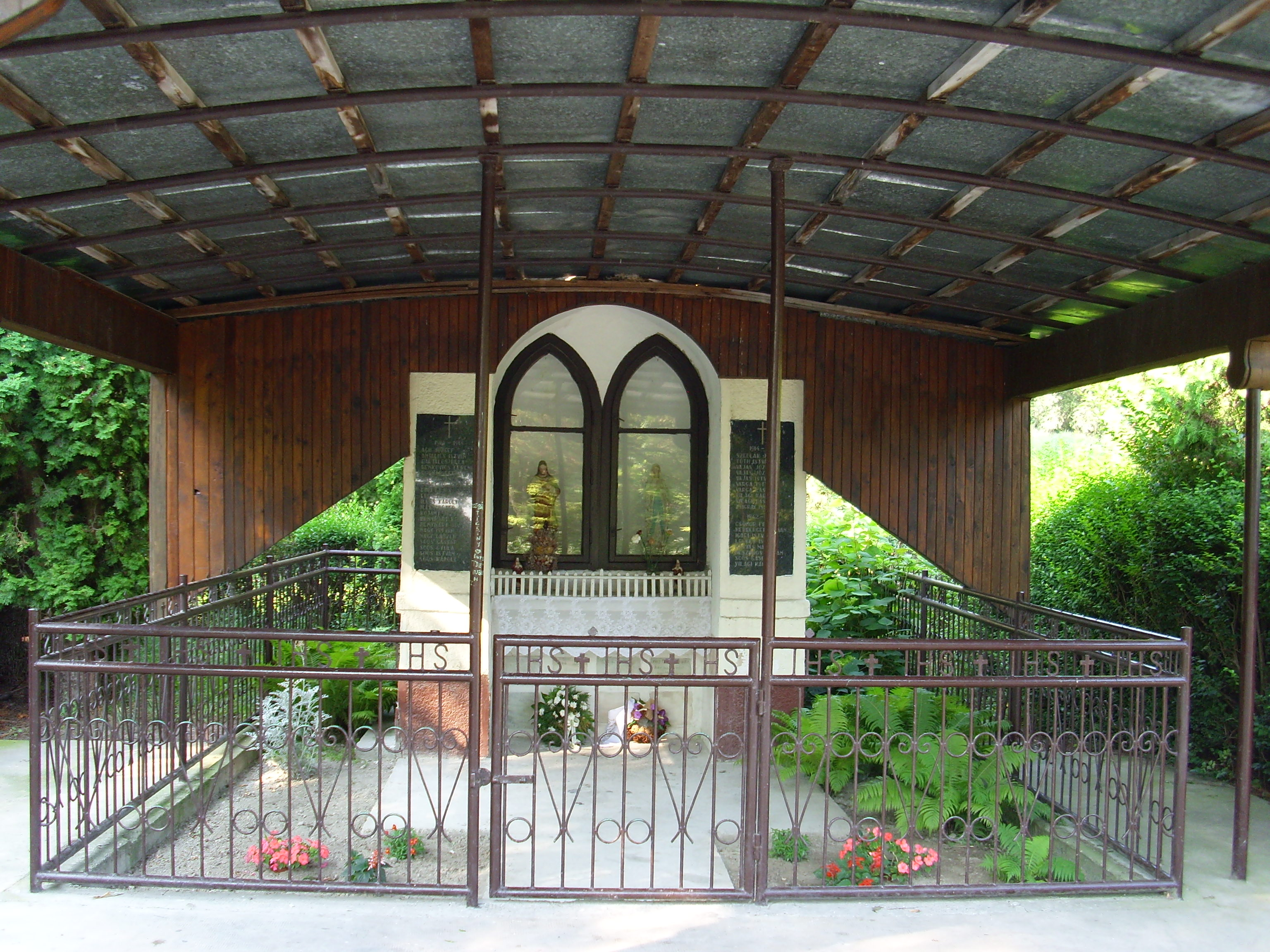
Harangláb a töltés mellett
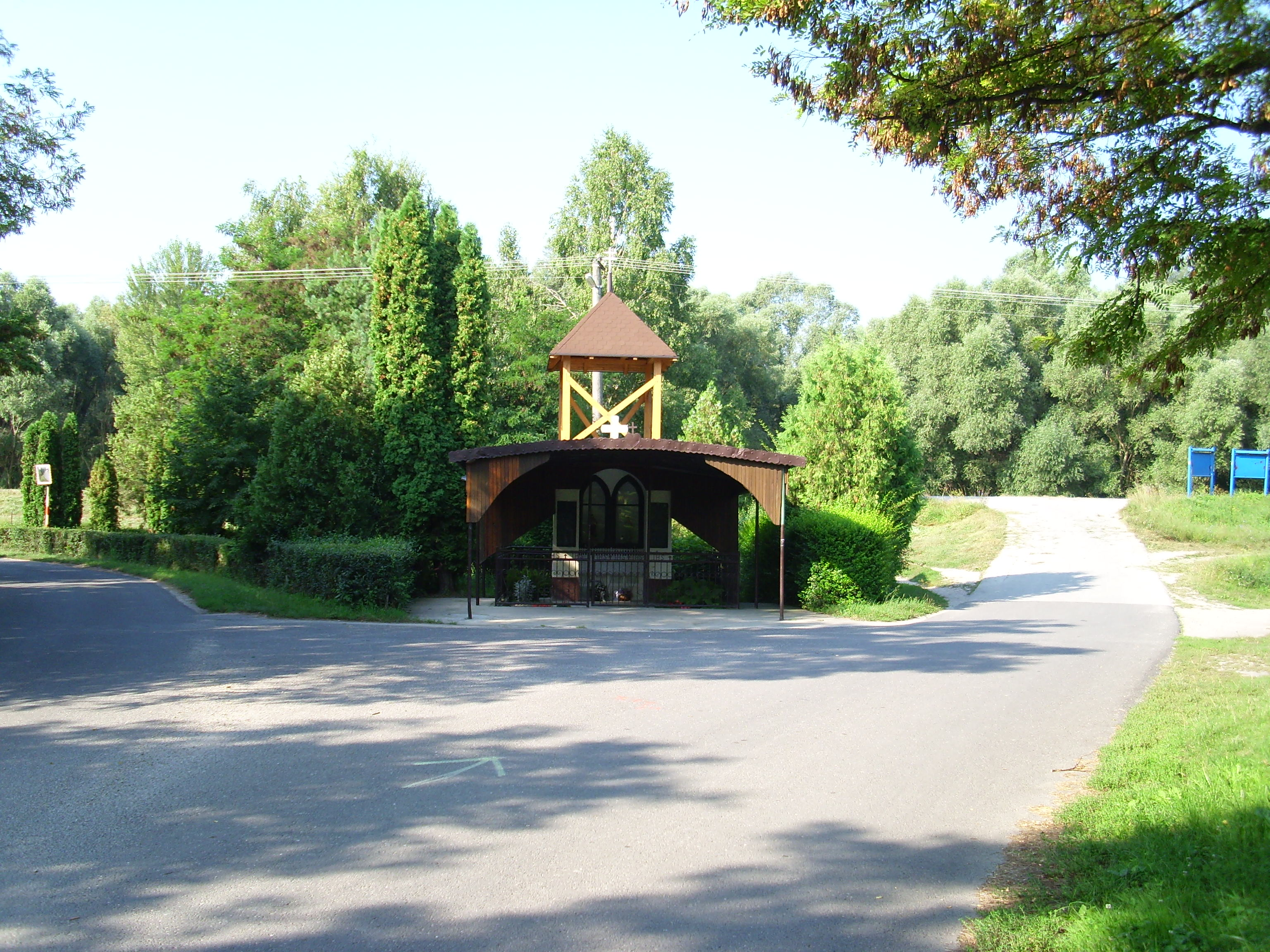
Harangláb a töltés mellett
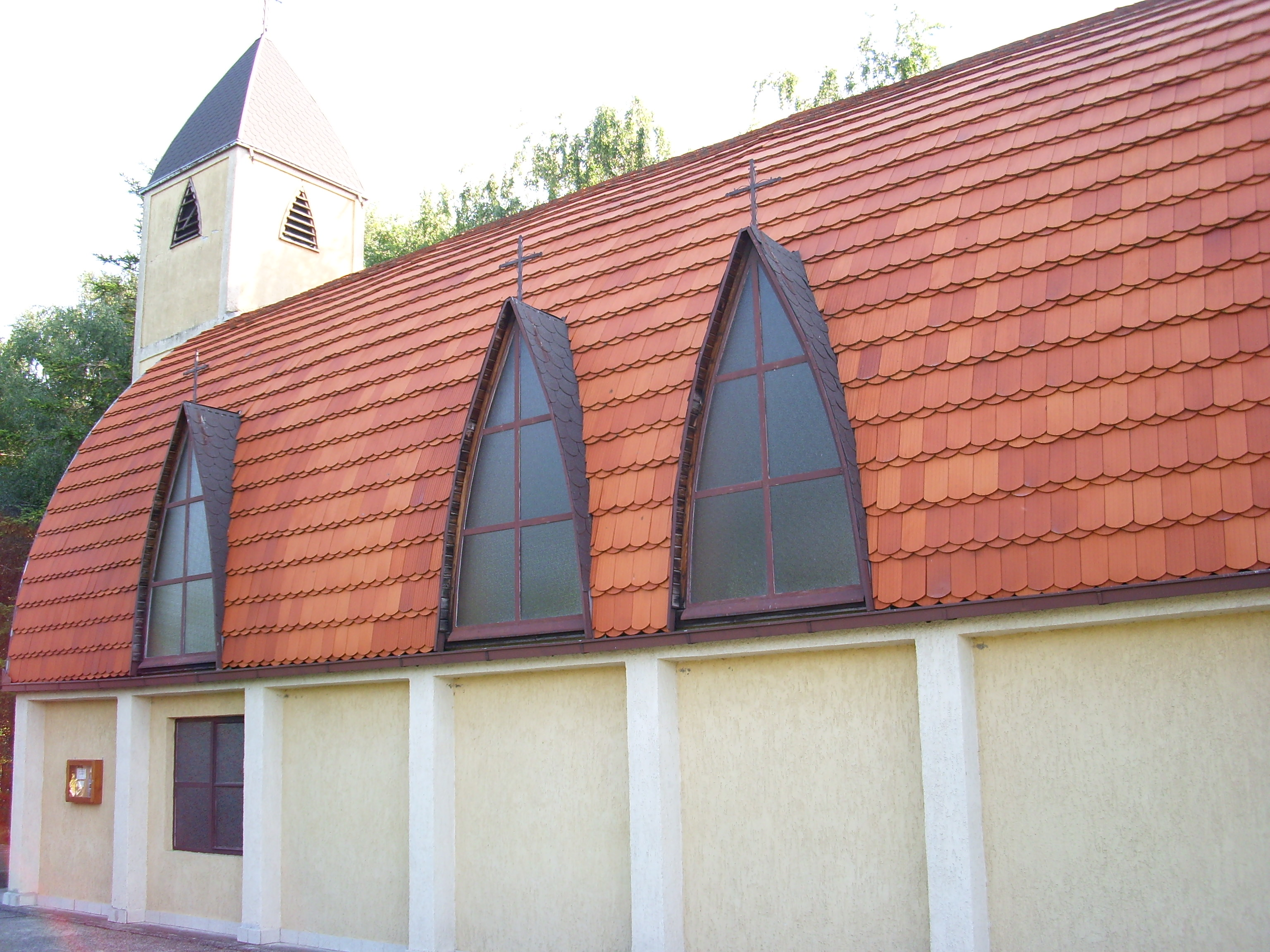
Katolikus templom oldalról
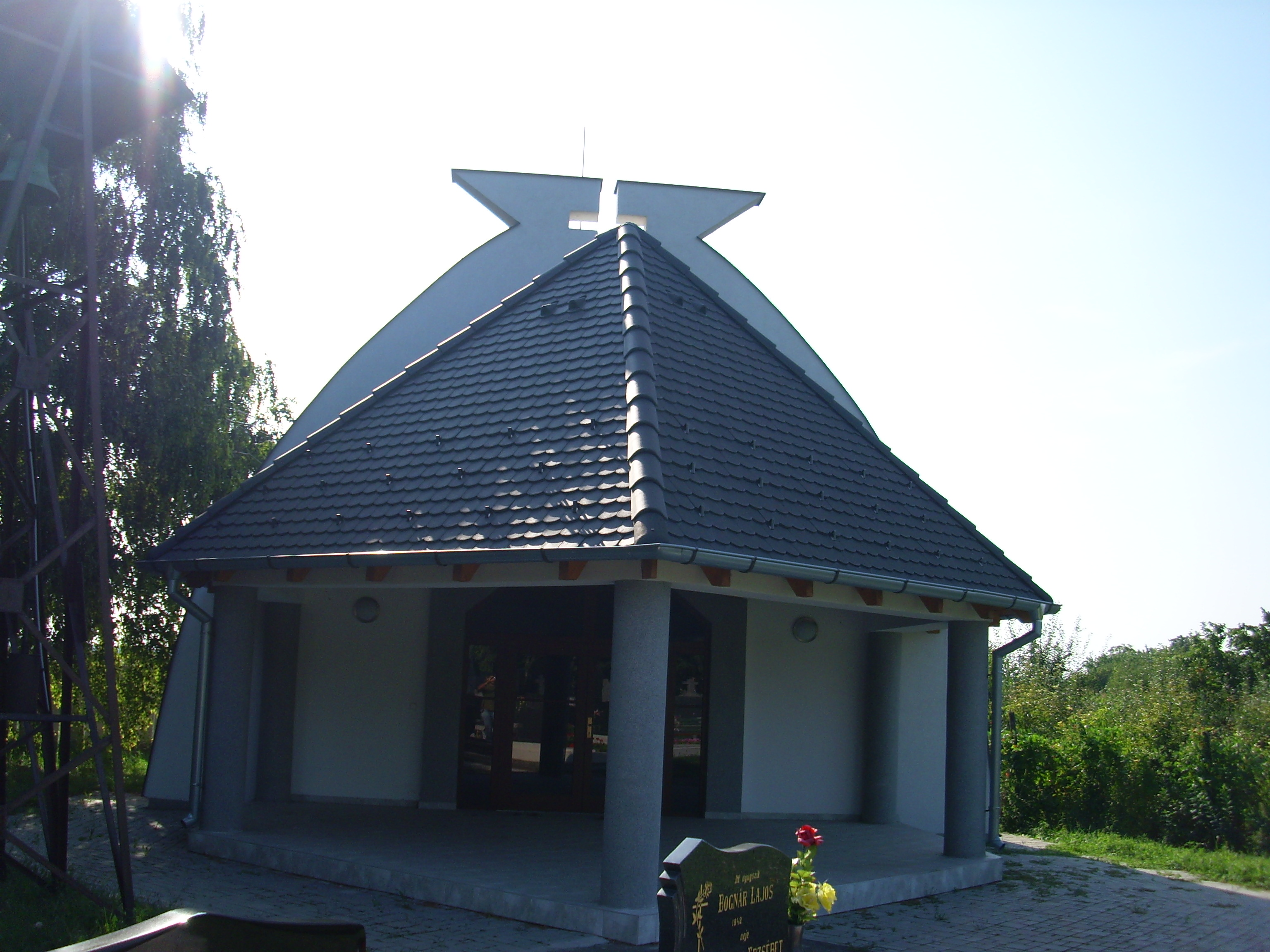
Halottasház
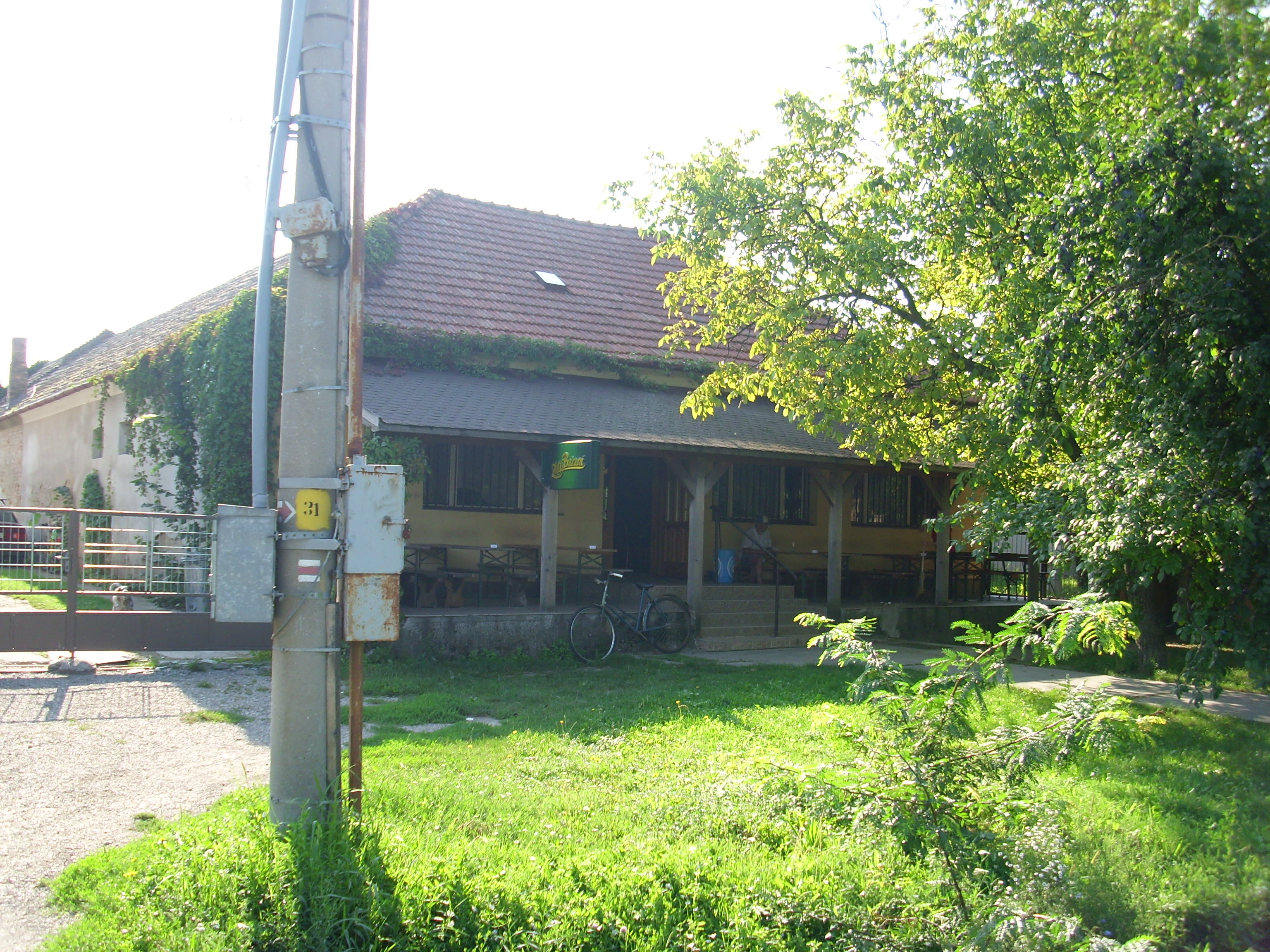
Kocsma
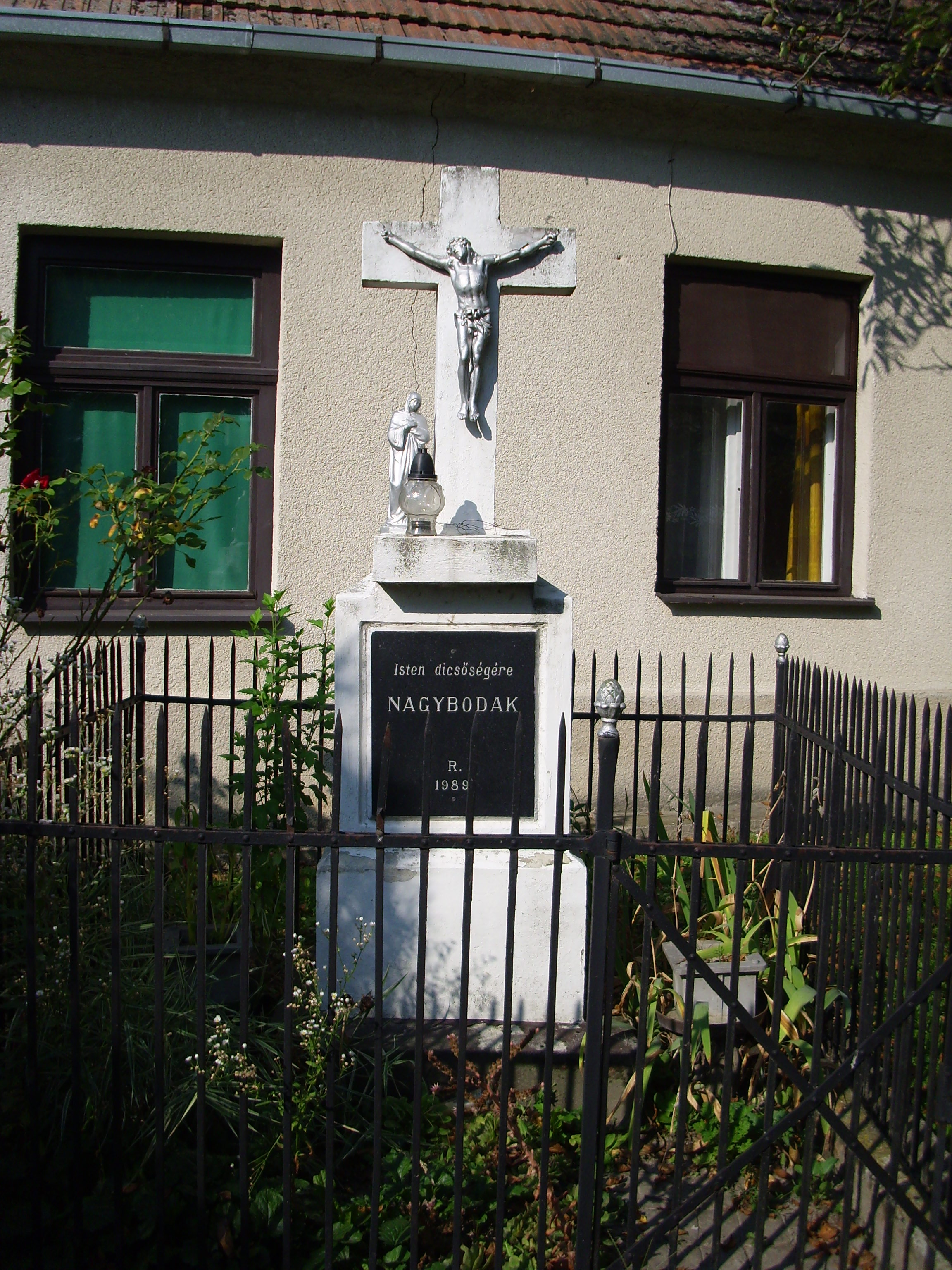
Kereszt
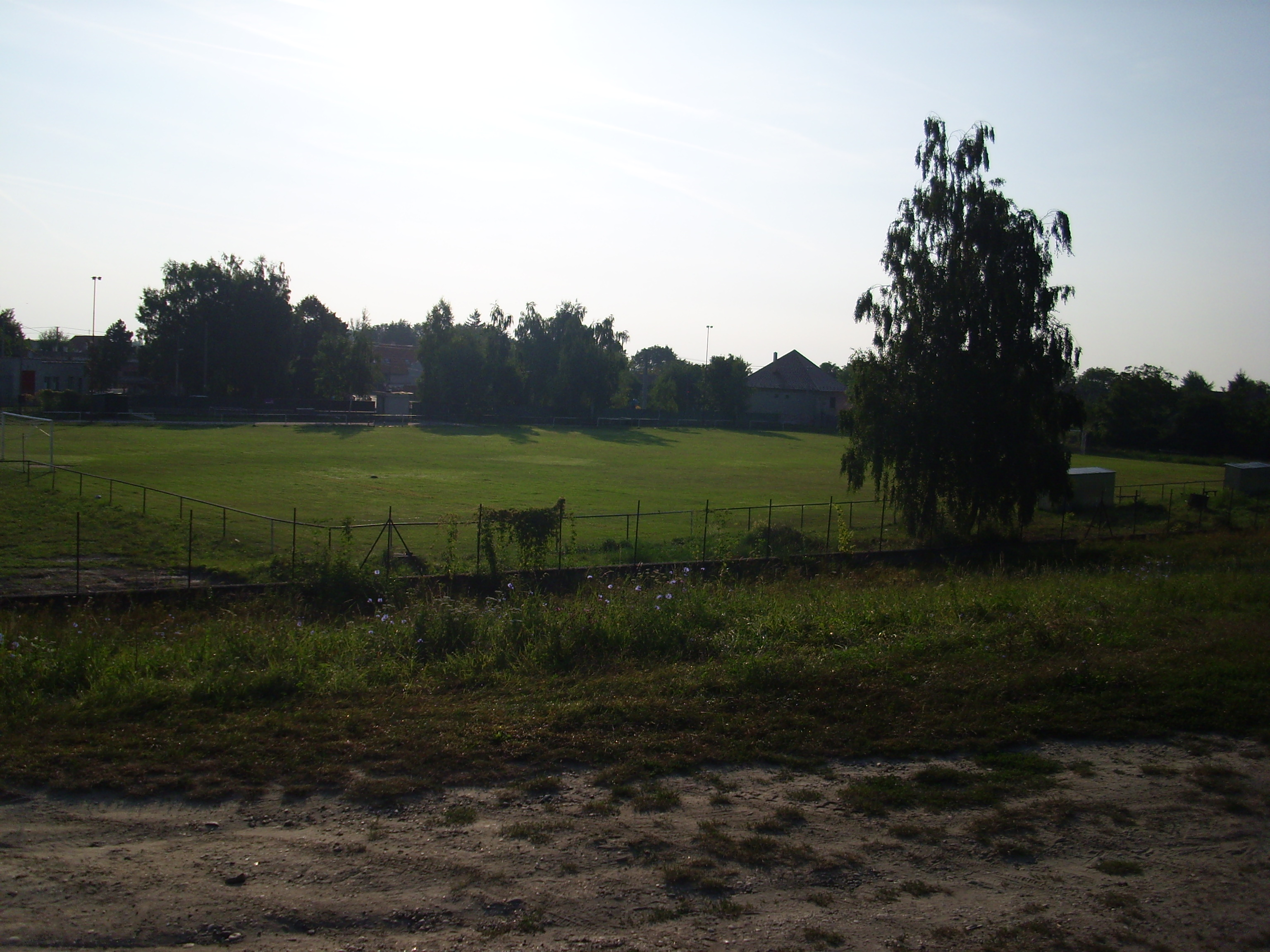
Focipálya
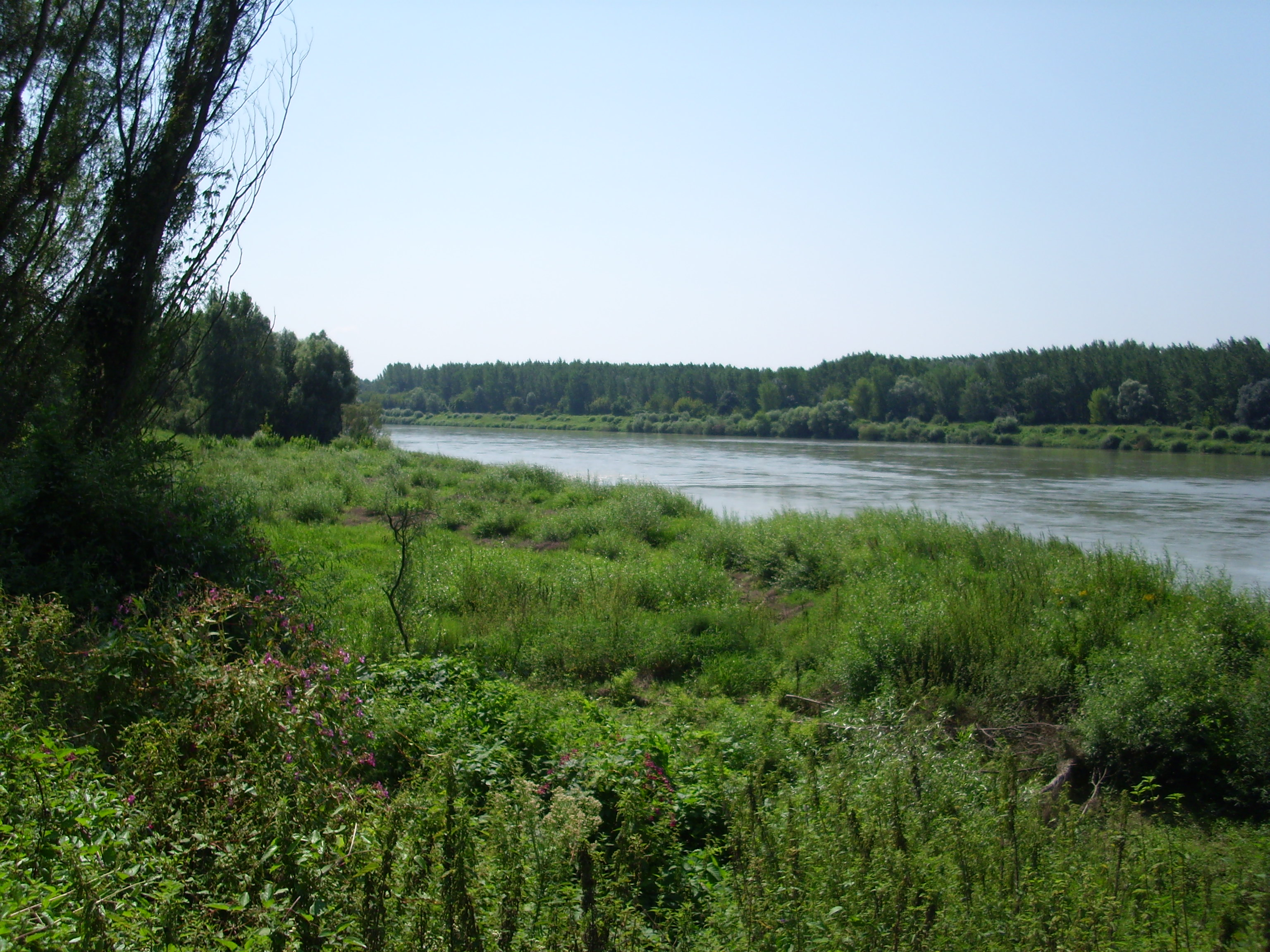
A vízlépcső előtti hajózott ág
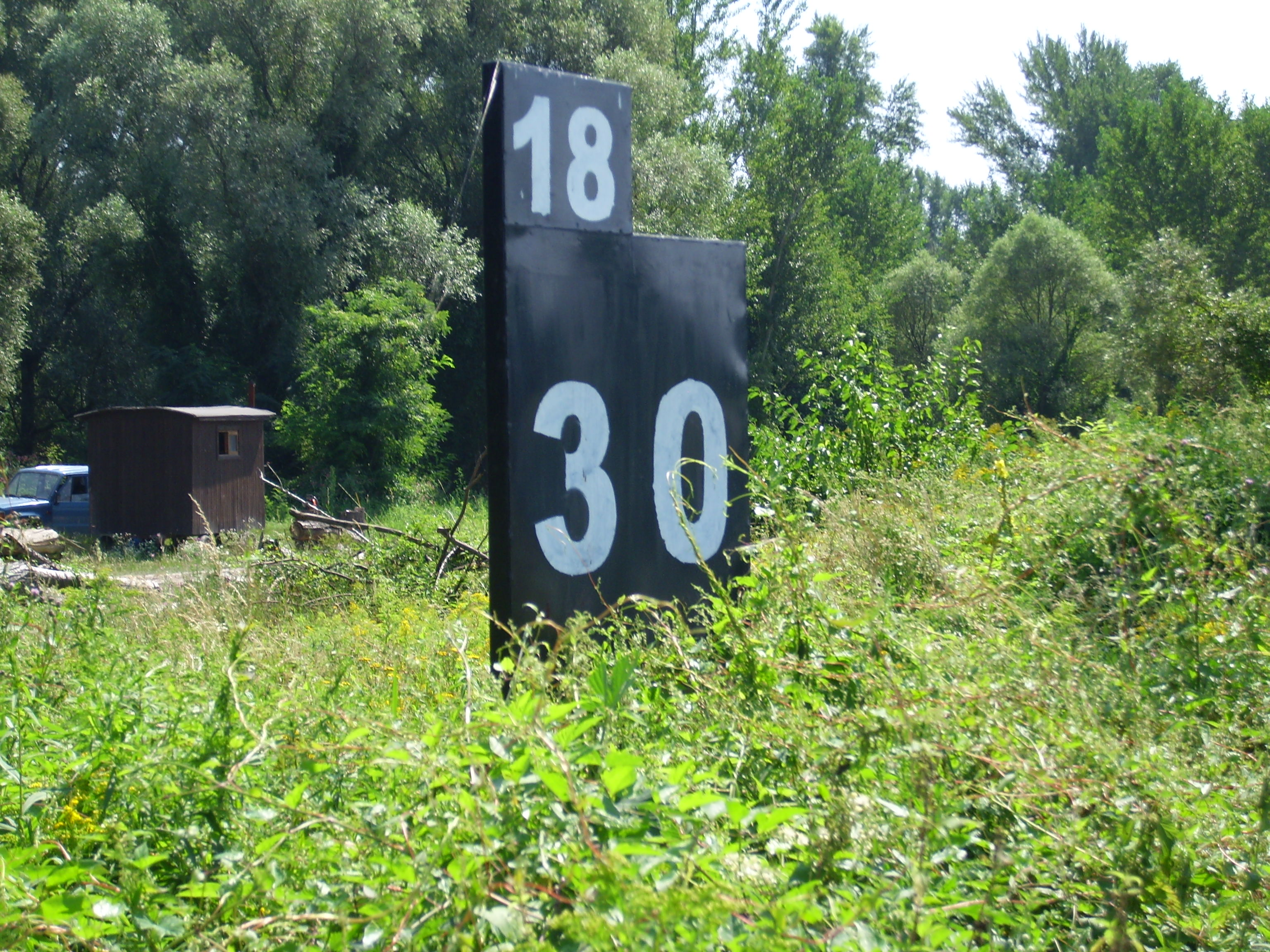
Folyami távolságjelző tábla
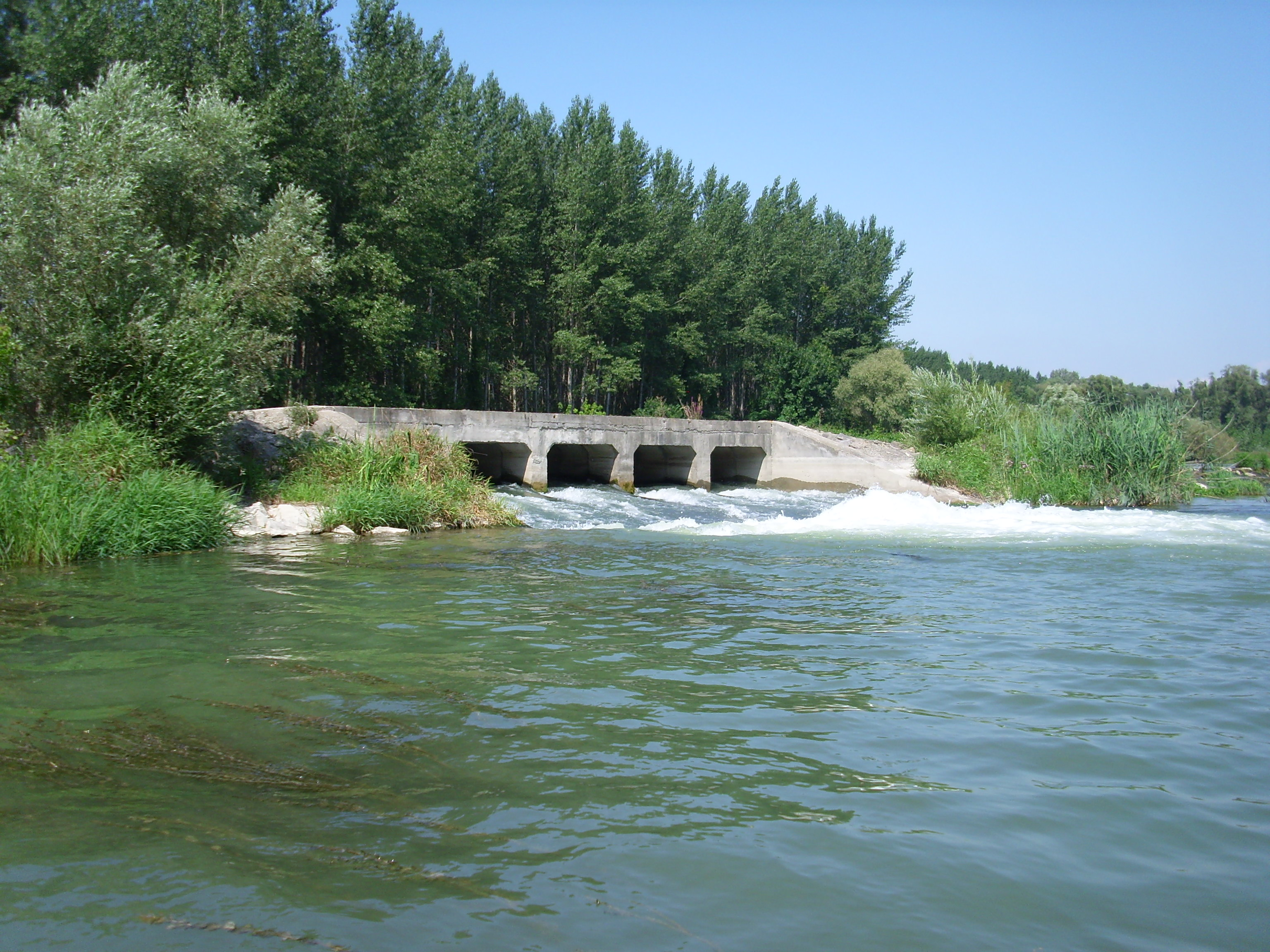
Áteresztő
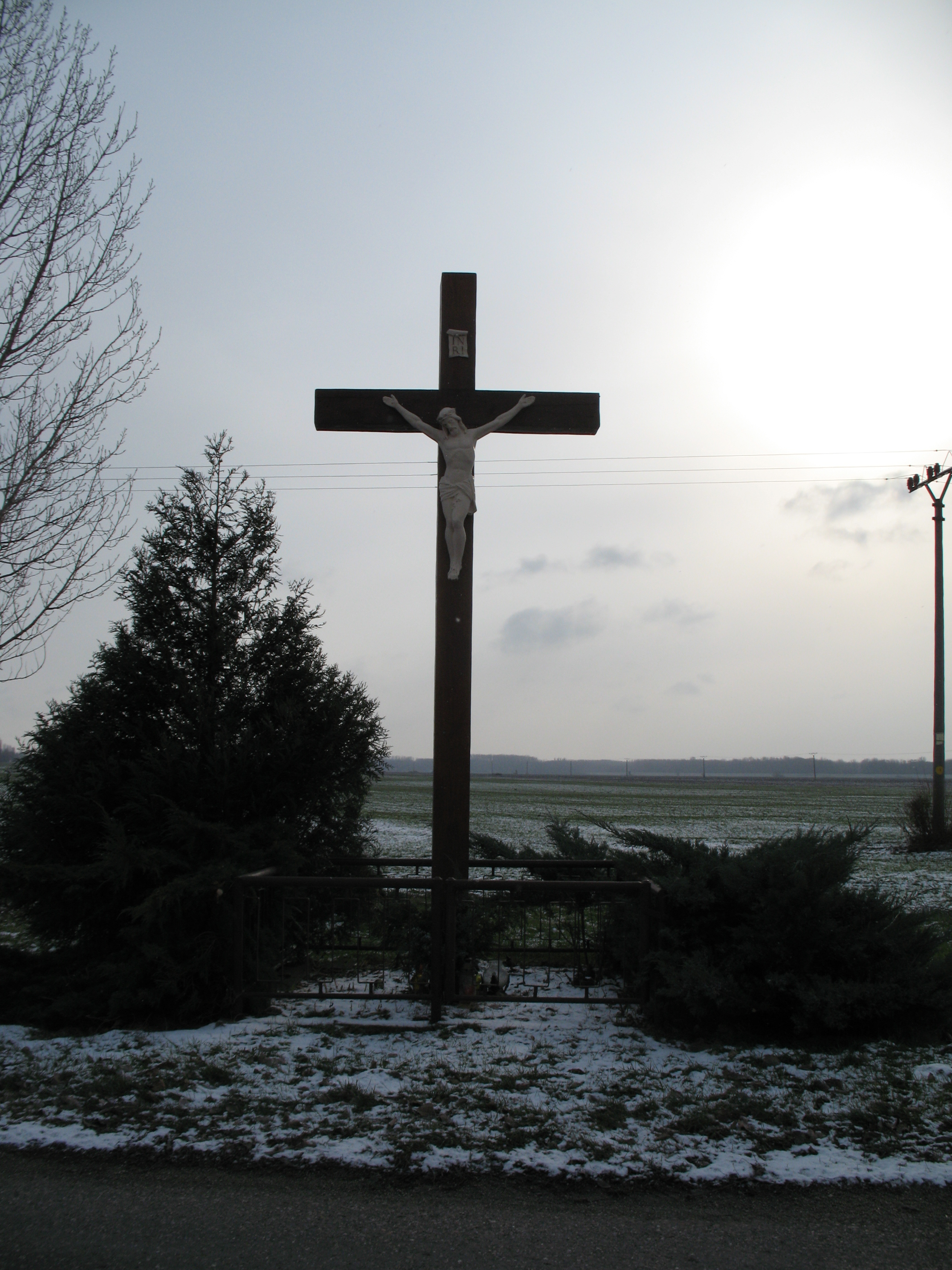
Kereszt

## Külső hivatkozások
- Hivatalos oldal
- Községinfó
- Nagybodak Szlovákia térképén
- E-obce.sk Archiválva 2007. szeptember 11-i dátummal a Wayback Machine-ben